# 冷凍空調技士
冷凍空調技士（れいとうくうちょうぎし　英称: Refrigerating and Air Conditioning Engineer）とは、公益社団法人日本冷凍空調学会が、冷凍・冷蔵・空気調和その他、低温・高温発生用機器に係る装置等の研究、開発、設計、製造、管理、調査、鑑定、教育などの関連業務に従事する者が最新の技術動向を継続的に学ぶことで機器・設備の不備による損失や事故の発生を防止することを目的に、個人会員の技術者を認証する資格である。60年以上の長い歴史をもち、約2千名の技術者が冷凍空調分野で活動している。現在、冷凍空調技士で最多の27%は設計職に従事しており、次いで多いのは25%の研究職である。冷凍空調分野に関するスペシャリストに位置付けられていることから、冷凍空調業界では高く評価されている。

## 冷凍空調技士制度設立の経緯
昭和30年7月28日神奈川県箱根観光会館で行われた全国高圧ガス作業主任者大会で「冷凍設備施設業者に特定の試験制度を適用して、資格を得た技術者を置く法律を設け保安を期すること」と決議し、その実現方を官庁に要請することを協議決定した。通商産業省においては、この議決の趣旨を酌んで一応は機器製造業者及び設備業者の資格を検定して、その登録の実施を考慮した模様であるが、今年4月1日付け（昭和31年4月）で公布された高圧ガス取締法の一部を改正する法律では 遺憾ながら実現されるには至らなかった。
高圧ガス作業主任者大会で上記の様な決議が行われるに至った根拠は、高圧ガス取締法においては、一定規模以上の冷凍設備を取扱う （法では冷凍設備を使用してする高圧ガスの製造の作業に関するといっている）冷凍機械作業主任者は、国家または都道府県がする 作業主任者試験を受け、作業主任者免状を有するものでなければならないとしている。然るにこの作業主任者が現に取扱っている機器並びに設備を製作または据え付ける技術者には何等かの資格の制限がないのは、片手落ちで遺憾とするところで、寧ろ機器製造の技術者ならびらに設備担当の技術者の試験制度を確立して、その資格を定め、かくして登録された優秀な 技術者をして完備した冷凍設備を造らせ、これを実際に取扱う有資格の作業責任者に手渡すならば、不安のない運転が行われ災害を防ぐことが出来るというのである。
今次の高圧ガス取締法の改定に際して、折角の作業主任者大会の意向に反して、この問題が通産省当局によって採択されなかつたことは、何らかの重要な理由があるものと推量されるが、甚だ遺憾なことである。
この問題は将来採択されるものかどうかも予測されず、たとえ取り上げられても数年後の法律改正の時期まで待たなければならない。この状況下でこの問題を放任することは、各般の情勢から見て忍び得ないことである。よつて日本冷凍協会はここにこの冷凍技術士規定を制定して自主的に登録を行い、以って昨年の作業主任者大会の要望に応えると共に、冷凍機器製造並びに設備の施行工事に従事する冷凍技術者諸君の期待に添うこととしたのである。
＜中 略＞
この冷凍技術士登録制度が実施されると、設備の註文者は能率のよい、故障のない優秀な設備を得むがために、その工事に実際に携わる技術者として登録された冷凍技術士を指名して安心して工事を任せることになるであろう。従って現在冷凍機器の製造あるいは設備の工事を担当している技術者は、先づその分に応じた冷凍技術士の検定試験に合格するとか、資格の認定を得て、冷凍技術士名簿に登録し、いつ註文者の指名を受けても差支えのない体制を整えておくべきである。
（日本冷凍協会冷凍誌 第31巻・第345号 昭和31年7月号より）

## 他資格との関係
他資格を取得するにあたって、冷凍空調技士であることを要件とするものには、次の4つがある。
このため、冷凍空調技士は学術団体が認証する資格であるものの、ほぼ国家資格に準じる資格である。
なお、冷凍空調技士の社会的地位の向上に向けて、公益社団法人日本冷凍空調学会ではアクションプランが検討されており、今後、以下の資格以外にも、他の資格要件へ冷凍空調技士であることが広がっていく予定である。
1・冷凍空調工事保安管理者（高圧ガス保安協会）
　　冷凍空調工事保安管理者は、適正な工事及び工事完成後、高圧ガス保安法令及び冷凍空調装置の施設基準（KHKS）に基づいて自ら検査を行い確認する者又は検査を行う者を指揮・監督し、これを確認する者である。
　　冷凍空調工事保安管理者になるためには、所属する工事事業所が高圧ガス保安協会から冷凍空調施設工事事業所の認定を取得していなければならない。また、工事事業所の認定の区分毎に規定する資格（例：技術士、第一種冷凍空調技士、第一種冷凍機械責任者など）を有し、かつ、高圧ガス保安協会が行う保安確認講習の課程を修了することが必要である。
2．冷凍機器溶接士（高圧ガス保安協会）
　　冷凍機器溶接士は、冷凍用の圧力容器や冷凍設備に伴う冷媒ガス配管を溶接する技術者である。下記の条件を満たし、高圧ガス保安協会に認定されることが要件である。高圧ガス保安法冷凍保安規則第64条で定められた技能要件を満たす者として認定されている。
　　技量　次の(イ)から(ヘ)までのいずれか一に該当する者
　　　　　(イ)　日本工業規格(JIS Z 3801)に基づく試験(基本級とそれに対応した専門級のうち一以上を組合わせたもの)に合格した者
　　　　 （ロ)　ボイラ及び圧力容器安全規則(昭和47年9月30日労働省令第33号)による資格を有する者
　　　　　(ハ)　鋼船構造規則(昭和15年4月24日逓信省令第24号)による(ｲ)と同等以上の資格を有する者
　　　　　(ニ)　電気事業法(昭和39年7月11日法律第170号)第46条第2項第1号の規定による(ｲ)と同等以上の資格を有する者
　　　　　(ホ)　溶接工技量検定基準(社団法人日本石油学会)による資格を有する者
　　　　　(ヘ)　その他高圧ガス保安協会長が（イ）から（ホ）の者と同等以上の技量を有すると認める者
　　学識　次の(イ)から(ニ)までのいずれか一に該当する者
　　　　　(イ)　高圧ガス保安協会が行う溶接士に関する講習を受講し、かつ、当該検定に合格した者（現在、この講習は実施していない。）
　　　　　(ロ)　冷凍に係る高圧ガス製造保安責任者試験に合格した者
　　　　　(ハ)　高圧ガス保安協会が行う第一種冷凍機械、第二種冷凍機械又は第三種冷凍機械講習を受講し、当該検定に合格した者
　　　　　(ニ)　公益社団法人日本冷凍空調学会の冷凍空調技士の登録を受けている者
3．第一種冷媒フロン類取扱技術者（一般社団法人日本冷凍空調設備工業連合会）
　　平成27年4月、フロン排出抑制法が施行されたことに伴い、業務用冷凍空調機器への冷媒の充填から整備、定期点検技術、漏えい予防保全、機器廃棄時の冷媒回収技術の全てにわたって十分な知識を持った技術者を登録認証するために創設された資格である。受験に際しては、業務用冷凍空調機器の保守サービスに関して3年以上の実務経験が必要である。
4．冷凍装置検査員／冷凍特別装置検査員（高圧ガス保安協会）
　　第一種冷凍空調技士又は高圧ガス製造保安責任者（第一種冷凍機械責任者）のみが、冷凍空調装置の工場出荷前完成検査において、材料試験、耐圧試験及び気密試験の冷凍装置検査員となることができる。冷凍装置検査員による耐圧気密試験証明書がない冷凍空調装置は、高圧ガス保安法冷凍保安規則第7条第6号の要件を満たさないものとして、出荷先において設置ができない。このため、ビル空調機や冷凍ショーケースなどの産業機械メーカーでは、第一種冷凍空調技士は必置の資格である。なお、高圧ガス製造保安責任者（冷凍機械責任者）が冷凍空調装置の運転・操作・保安に関する資格であるのに対し、冷凍空調技士は冷凍空調装置の研究開発・設計・製造・検査に関する資格である。

## 実務経験
冷凍空調技士には第一種、第二種があり、取得には次の通り実務経験の条件がある。
これは、冷凍空調技士制度が単に資格であるにとどまらず、実務経験を重んじ、研究開発や設計製造の現場で即時に役立つ能力を証明することに依拠している。
特に、第一種冷凍空調技士は、モリエル線図や湿り空気線図から最適な冷凍空調システム設計ができる能力が要求される。

### 条件

#### ・第一種冷凍空調技士
1．冷凍・冷蔵・空気調和その他、低温・高温発生用機器に係る装置等の研究、開発、設計、製造、管理、調査、鑑定、教育などの関連業務に従事する経験、または高圧ガス保安法に規定した冷凍設備を使用する高圧ガスの製造に係る経験が通算4年以上ある者。
　2．大学・短期大学・高等専門学校において工学・理学を修めて卒業し（又はこれと同等以上の学力を有し）、上記1.の実務経験が2年以上ある者。
　3．通算3年以上の実務経験を有する第二種冷凍空調技士。
　4．工業高等学校を卒業後、通算3年以上の実務経験を有する者。
　5．公益社団法人日本冷凍空調学会の通信教育を、別に定める優秀な成績で修了し、通算2年以上の実務経験がある者。

#### ・第二種冷凍空調技士
1．受験資格に実務経験および学歴は問わない。ただし、試験に合格後、「技士」として認証される為には通算2年以上の実務経験が必要である。

## 検定試験
冷凍空調技士の資格を取得するためには、第一種及び第二種とも、上記の実務経験に加えて、毎年1回、2月に行われる次の検定試験において、それぞれ60%以上の得点獲得が必要である。
難易度としては、第二種冷凍空調技士が大学工学部卒業程度、第一種冷凍空調技士が冷凍空調装置に関して研究開発や設計に従事している技術者の実務能力である。
第二種資格検定試験は全て択一式、第一種資格検定試験は一部の択一式を除き、全て記述式（計算過程を数式で示して記述解答したり、冷凍空調に関する公式や専門用語の定義を記述説明する）である。
なお、検定試験合格後、冷凍空調技士として登録認証を受ける際には、実務経験証明書の提出が必須である（合格の時点で、実務経験を満たしている必要がある）。

### 検定試験科目

#### ・理論(2時間）
1. 冷凍サイクルと圧縮機
2. 伝熱および熱交換
3. 冷媒・冷凍機油・ブライン
4. 圧力容器の強度
5. 空気調和(Ⅰ）
6. 空気調和(Ⅱ）

#### ・技術(2時間）
1. 冷凍装置の設計計算
2. 冷凍装置の自動制御
3. 冷媒配管・付属機器
4. 冷凍装置の運転と保守
5. 保安
6. 空気調和機

#### ・合格率

##### 2012年度
・第一種冷凍空調技士　52.8%
　・第二種冷凍空調技士　72.0%

##### 2013年度
・第一種冷凍空調技士　43.8%
　・第二種冷凍空調技士　67.7%

##### 2014年度
・第一種冷凍空調技士　43.0%
　・第二種冷凍空調技士　62.7%

##### 2015年度
・第一種冷凍空調技士　45.5%
　・第二種冷凍空調技士　66.7%

##### 2016年度
・第一種冷凍空調技士　29.7%
　・第二種冷凍空調技士　49.1%

##### 2017年度
・第一種冷凍空調技士　50.9%
　・第二種冷凍空調技士　50.3%

## 冷凍空調技士登録者数
2018年3月31日現在の登録者数は次のとおりである。
　・第一種冷凍空調技士　1,369名
　・第二種冷凍空調技士　　762名

## 関連記事
- 冷凍機
- 冷凍工学
- 空気調和工学
- コールドチェーン
- 日本の工業に関する資格一覧
- 冷凍空気調和機器施工技能士